# Chiesa di San Michele Arcangelo (Buti)
La chiesa di San Michele Arcangelo è una chiesa cattolica che sorge all'interno dell'antico borgo fortificato di Castel di Nocco, sul valico della vecchia strada che ancora oggi unisce Buti e Vicopisano. Se il castello è testimoniato dai robusti terrapieni, della chiesa restano solo i muri perimetrali in pietra, all'interno dei quali sono ancora presenti gli altari laterali in pietra serena e la zona presbiteriale.

## Storia
La chiesa di San Michele di Castel di Nocco, la cui fondazione si ipotizza possa risalire all'XI secolo, viene documentata per la prima volta nel 1276-1277 negli elenchi della Diocesi di Pisa come chiesa appartenente al Piviere di Buti. Secondo alcuni studiosi fu edificata sui resti di un antico tempio dedicato a Cerere, antica divinità Romana dell'agricoltura. La prova di tale ipotesi si trova in una antichissima iscrizione posta sulla sommità del muro della facciata.
Nella Cartula Iudicati dell'Archivio capitolare di Pisa al n.75 è registrato che in data 10 giugno 1099, Bernardo del fu Gerardo da Travalda, membro della potente famiglia degli Upezzinghi per rimedio dell'anima, cede al monastero di Santo Stefano di Cintoia tutti i beni che egli possiede nella terra di Buti, sia quelli che erano nel castello di Buti sia quelli che erano fuori.
Questo castello va individuato nell'odierno castel di Nocco, e la chiesa al suo interno confermerebbe l'antica origine longobarda. In un libro dei canonicati esistente nell'archivio capitolare di Pisa del 1383 si cita la “chiesa di San Michele nei monti di Buti esistente e attiva fin da tempi assai remoti”. Nei libri d'imposte del 1371-1422 figura tra gli enti ecclesiastici tassati nel Piviere di Buti per la somma di VI denari.
Il resoconto della visita pastorale del 1463 fatta dal vicario Antonio Moroni ne descrive sia pur sommariamente la vita e le condizioni in questo periodo: 
“Chiesa di San Michele al Castello, la cui cura non ha sotto di sé anime, ed è sotto la giurisdizione degli uomini che vi stanno vicino, e che la funzione religiosa viene celebrata due volte la settimana e una nei giorni festivi dai sacerdoti che abitano nei paesi vicini”. Il vicario decise e nominò temporaneamente rettore della chiesa il presbitero Andrea e dato che detta chiesa mancava di porte, e che all'interno talvolta pioveva, ordinò entro un mese si procurasse di far costruire le porte e far riparare il tetto.
Verso il 1738 l'altare principale si presentava in pietra serena coronato da un baldacchino in velluto rosso con un dipinto che raffigurava san Michele ed altri santi. 
Nel 1764 viene eretto dalla famiglia Bracci Cambini l'altare episcopale dedicato a san Rocco.
Danneggiata durante l'ultima guerra mondiale, nel 1950 l'edificio subì un devastante incendio in cui andò distrutta gran parte della sua copertura. 
Dopo un grande lavoro di restauro in cui furono risanate le mura perimetrali fu riaperta al culto il 30 maggio 1995 ricominciando a celebrarvi nella bella stagione, essendo ancora priva di tetto.

## Descrizione
L'edificio si presenta strutturato in pietra e bozze verrucane. La facciata rivolta al paese è sormontata da un campaniletto a vela ed è aperta da un portale semplice con architrave altomedievale. La parete sinistra presenta un portale analogo mentre la parte superiore è occupata da tre finestre rettangolari del XVII secolo.
Sulla parete destra, parzialmente nascoste si aprono due monofore rettangolari e una terza a forma di croce. La parte posteriore della chiesa è nascosta parzialmente da una casa di recente restauro.
All'interno si presenta ad aula unica con pavimento a pianelle in cotto rettangolari. Sul lato destro della porta centrale d'ingresso si trova una pila in pietra per l'acquasanta, quella della porta sinistra è mancante. Lo spazio presbiteriale presenta ciò che rimane dell'altare principale e di due altari laterali: quello di destra dedicato a san Rocco, l'altro dedicato a san Giuseppe.
L'attuale provvisorio altare a mensa, è in marmo bianco e proviene dalla chiesa di Santa Teresa di Gesù Bambino in Vaiana di Forte dei Marmi.